# میکهاوزن
میکهاوزن (به آلمانی: Mickhausen) یک شهر در آلمان است که در آوگسبورگ واقع شده‌است.